# 12 fantasieën voor fluit solo

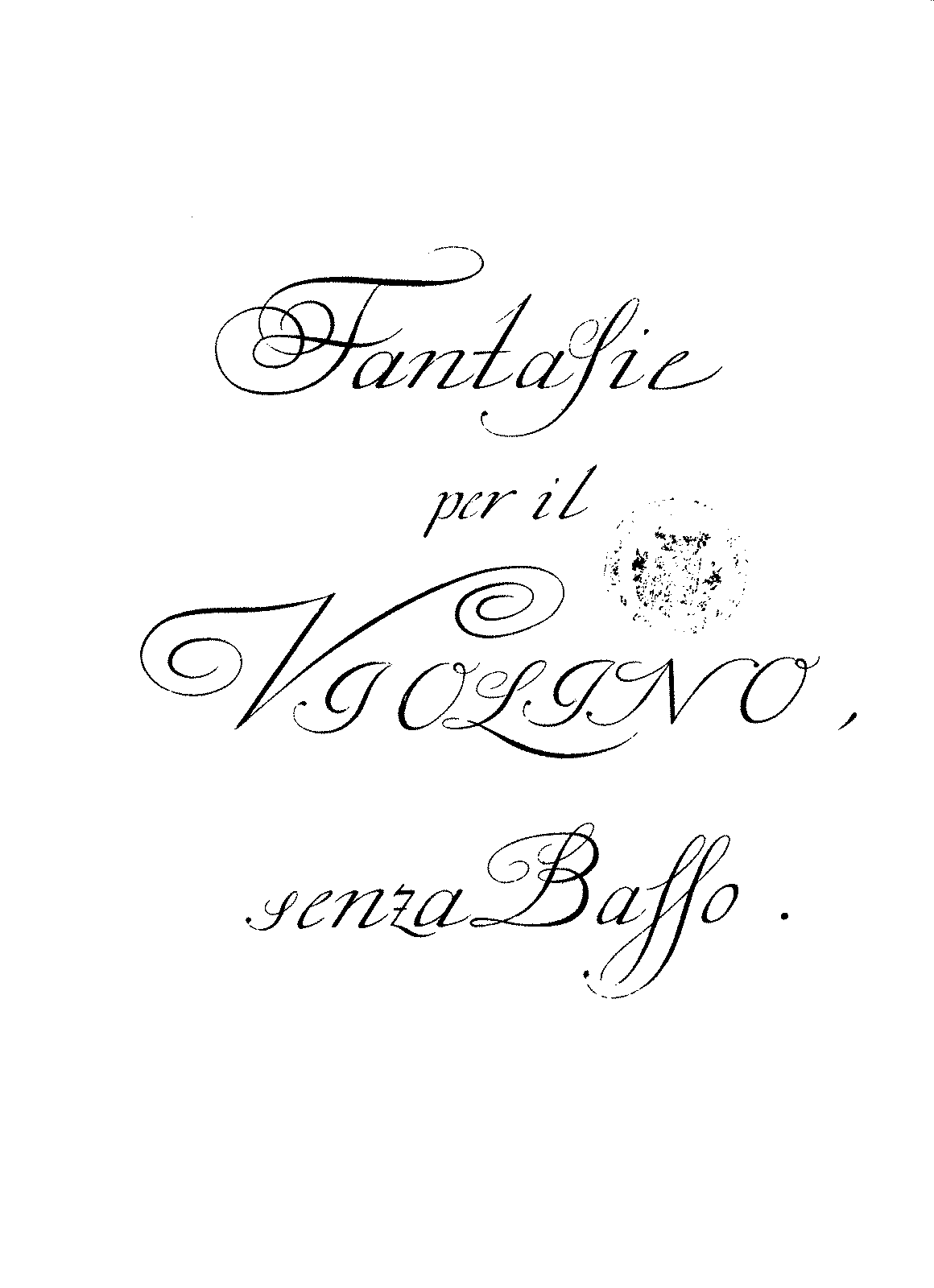
Titelpagina van 12 fantasieën voor fluit solo

Georg Philipp Telemanns 12 fantasieën voor fluit solo werden uitgegeven in Hamburg in 1732-33. Een bestaand exemplaar van de publicatie, bewaard in Brussel, heeft een onechte titelpagina met Fantasie per il Violino senza Basso (Fantasieën voor viool solo).Het is een van Telemanns verzamelingen van muziek voor onbegeleide solo-instrumenten, samen met de 36 fantasieën voor klavecimbel (uitgegeven in Hamburg in 1732-33), de 12 fantasieën voor viool solo (uitgegeven in 1735) en een serie van 12 fantasieën voor viola da gamba solo (ook uitgegeven in 1735), die tot 2015 verloren werden gewaand.
De serie bevat de volgende fantasieën:
1. Fantasie nr. 1 in A-majeur (Vivace—Allegro)
2. Fantasie nr. 2 in a-mineur (Grave—Vivace—Adagio—Allegro)
3. Fantasie nr. 3 in b-mineur (Largo—Vivace—Largo—Vivace—Allegro)
4. Fantasie nr. 4 in Bes majeur (Andante—Allegro—Presto)
5. Fantasie nr. 5 in C-majeur (Presto—Largo—Presto—Dolce—Allegro—Allegro)
6. Fantasie nr. 6 in d-mineur (Dolce—Allegro—Spirituoso)
7. Fantasie nr. 7 in D-majeur (Alla francese—Presto)
8. Fantasie nr. 8 in e-mineur (Largo—Spirituoso—Allegro)
9. Fantasie nr. 9 in E-majeur (Affettuoso—Allegro—Grave—Vivace)
10. Fantasie nr. 10 in fis-mineur (A Tempo giusto—Presto—Moderato)
11. Fantasie nr. 11 in G-majeur (Allegro—Adagio—Vivace—Allegro)
12. Fantasie nr. 12 in g-mineur (Grave—Allegro—Allegro—Dolce—Allegro—Presto)

De verzameling is gerangschikt op toonsoort, min of meer stapsgewijs van A-majeur naar g-mineur. Telemann vermeed toonsoorten die onpraktisch waren op de eenkleppige traverso, zoals bv. B-majeur, c-mineur, f-mineur en Fis-majeur. Er zijn twee manieren om de structuur van de hele serie te bekijken. Een eerste opvatting verdeelt de fantasieën in twee groepen van zes. Fantasia nr. 7 begint immers met een Franse ouverture, wat het begin van een nieuw gedeelte kan betekenen. Ook Johann Sebastian Bach verdeelde zijn Goldbergvariaties zo in twee groepen, door variatie 16 als een Franse ouverture te schrijven. Een andere structuur werd voorgesteld door de wetenschapper Wolfgang Hirschmann: er zijn vier modale groepen van drie fantasieën: majeur-mineur-mineur, majeur-majeur-mineur, majeur-mineur-majeur en mineur-majeur-mineur.
Telemanns fantasieën voor fluit solo zijn de enige werken in het barokrepertoire die delen bevatten die onmogelijk lijken op slechts een fluit: fuga's (fantasieën 2, 6 en 11), een Franse ouverture (fantasie nr. 7) en een passacaglia (fantasie nr. 5). Het is dan ook mogelijk dat ze tevens bedoeld waren voor de viool. Het enige bekende manuscript, in het Koninklijk Conservatorium van Brussel, vermeldt op de titelbladzijde "Fantasie per il Violino senza Basso". Anderzijds zijn deze fantasieën wel in de (iets beperktere) tessituur van de traverso geschreven. In 2012 verscheen bij uitgeverij Euprint een bewerking van deze fantasieën voor altviool solo, waarin onder meer de fuga's door middel van dubbelgrepen daadwerkelijk meerstemmig klinken.

## Moderne fantasieën
In 1993 nam de Nederlandse fluitiste Eleonore Pameijer een cd op met de 12 fantasieën van Telemann, afgewisseld met nieuw werk voor fluit solo van tien Nederlandse componisten die ze gevraagd had om een compositie geïnspireerd door de fantasieën van Telemann. Deze werken waren:
1. Otto Ketting - Song without words nr. 2
2. Rob Zuidam - B'rokqueue
3. Guus Janssen - Bah Rock
4. Misha Mengelberg - Telemann nee, Fantasie ja (fragmenten van Weter's Klok Waardengang)
5. Jeff Hamburg - Facsimile
6. Theo Verbey - Hommage
7. Ron Ford - Between
8. Charles Trenet/Louis Andriessen - Fermier Isidore
9. Theo Loevendie - Trait d'union
10. Robert Heppener - Telemann Blow-up